# Seznam francouzských bitevních lodí
Seznam francouzských bitevních lodí zahrnuje bitevní lodě počítane historicky první pancéřovanou válečnou lodí La Gloire, barbetové lodě, věžové bitevní lodě, predreadnoughty, dreadnoughty, superdreadnoughty až po moderní bitevní lodě tříd Richelieu a poslední již nerealizovanou třídu Alsace.

## Obrněné lodě

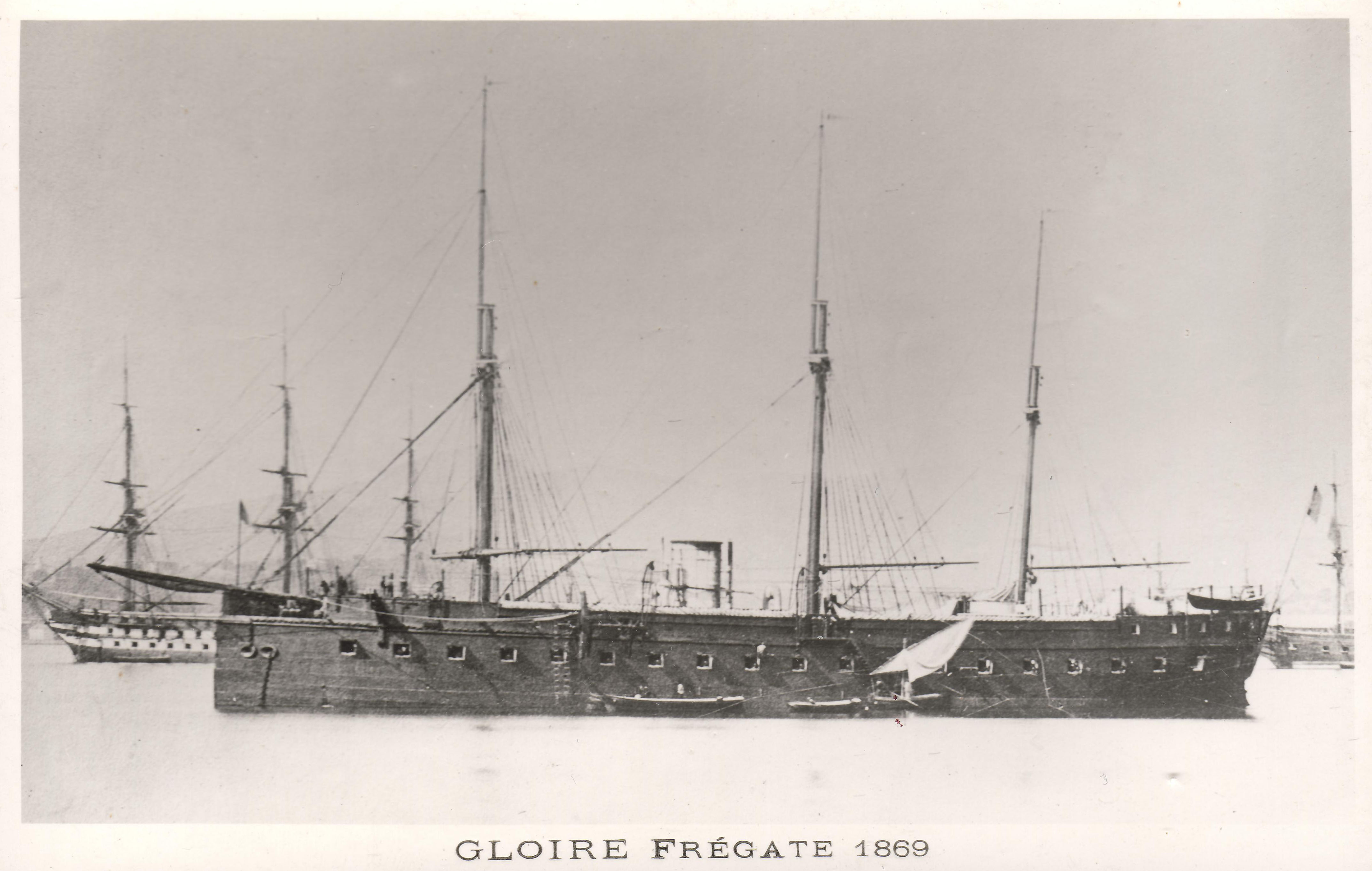
La Gloire

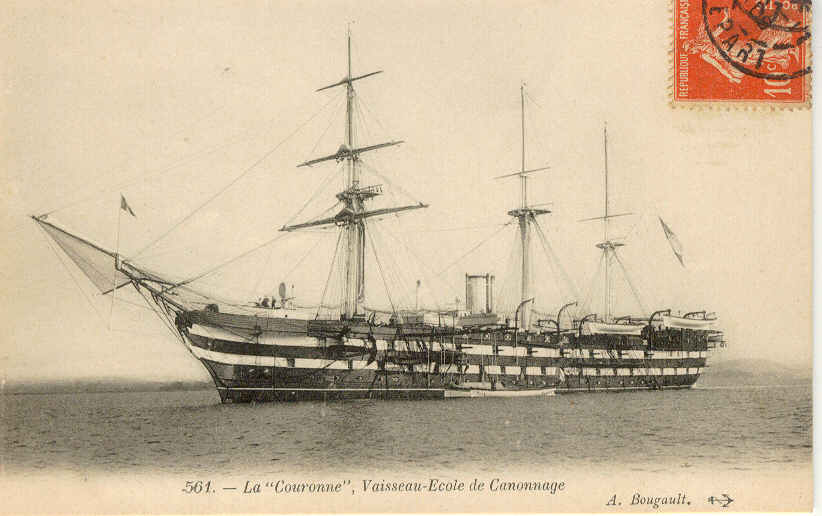
Couronne

- Třída La Gloire
  - La Gloire
  - Invincible
  - Normandie

- Couronne

- Třída Magenta
  - Magenta
  - Solferino

- Třída Provence
  - Flandre
  - Gauloise
  - Guyenne
  - Magnanime
  - Provence
  - Revanche
  - Savoie
  - Surveillante
  - Valeureuse
  - Heroine

- Belliqueuse

## Kasematové obrněné lodě

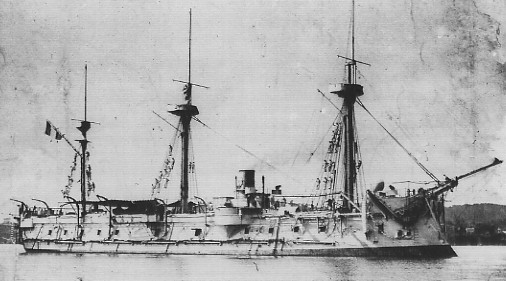
Triomphante

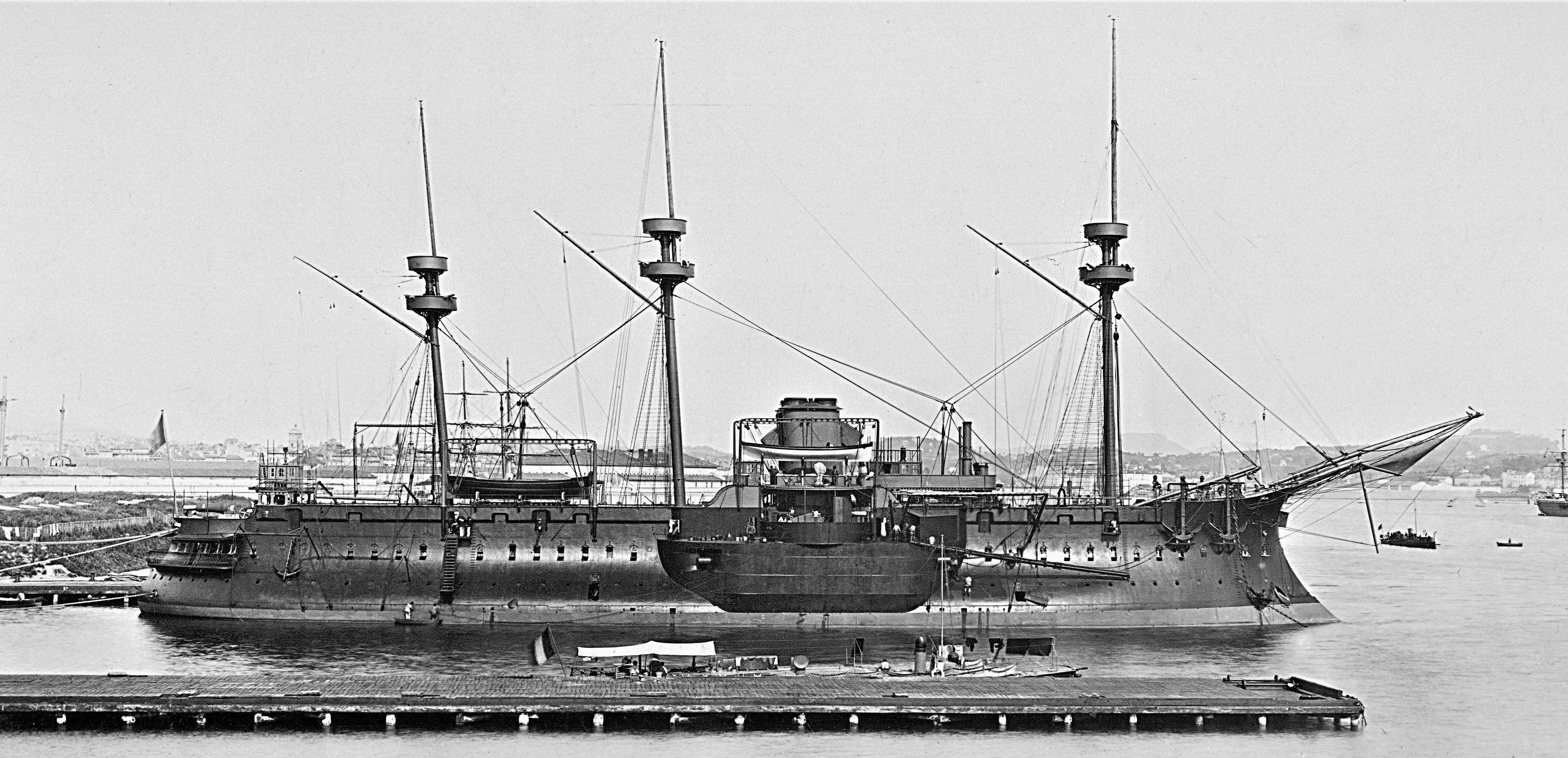
Redoutable

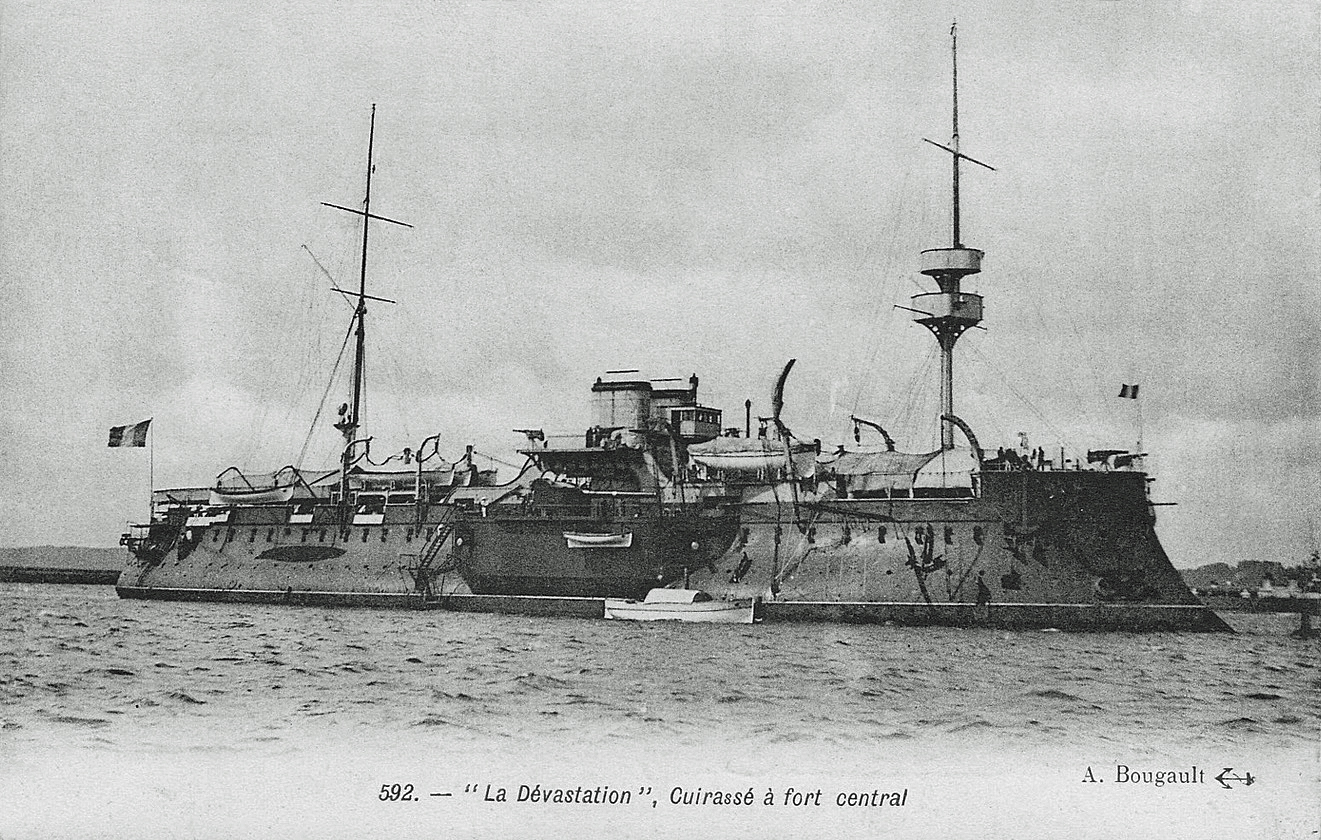
Dévastation

- Třída Alma
  - Alma
  - Armide
  - Atalante
  - Jeanne d'Arc
  - Montcalm
  - Reine Blanche
  - Thétis

- Třída Océan
  - Océan
  - Marengo
  - Suffren

- Třída La Galissonnière
  - La Galissonnière
  - Victorieuse
  - Triomphante

- Friedland
- Richelieu

- Třída Colbert
  - Colbert
  - Trident

- Redoutable

- Třída Dévastation
  - Dévastation
  - Courbet

## Barbetové lodě

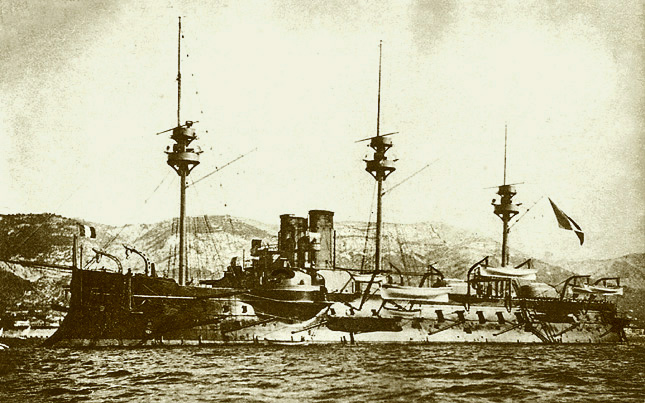
Amiral Duperré

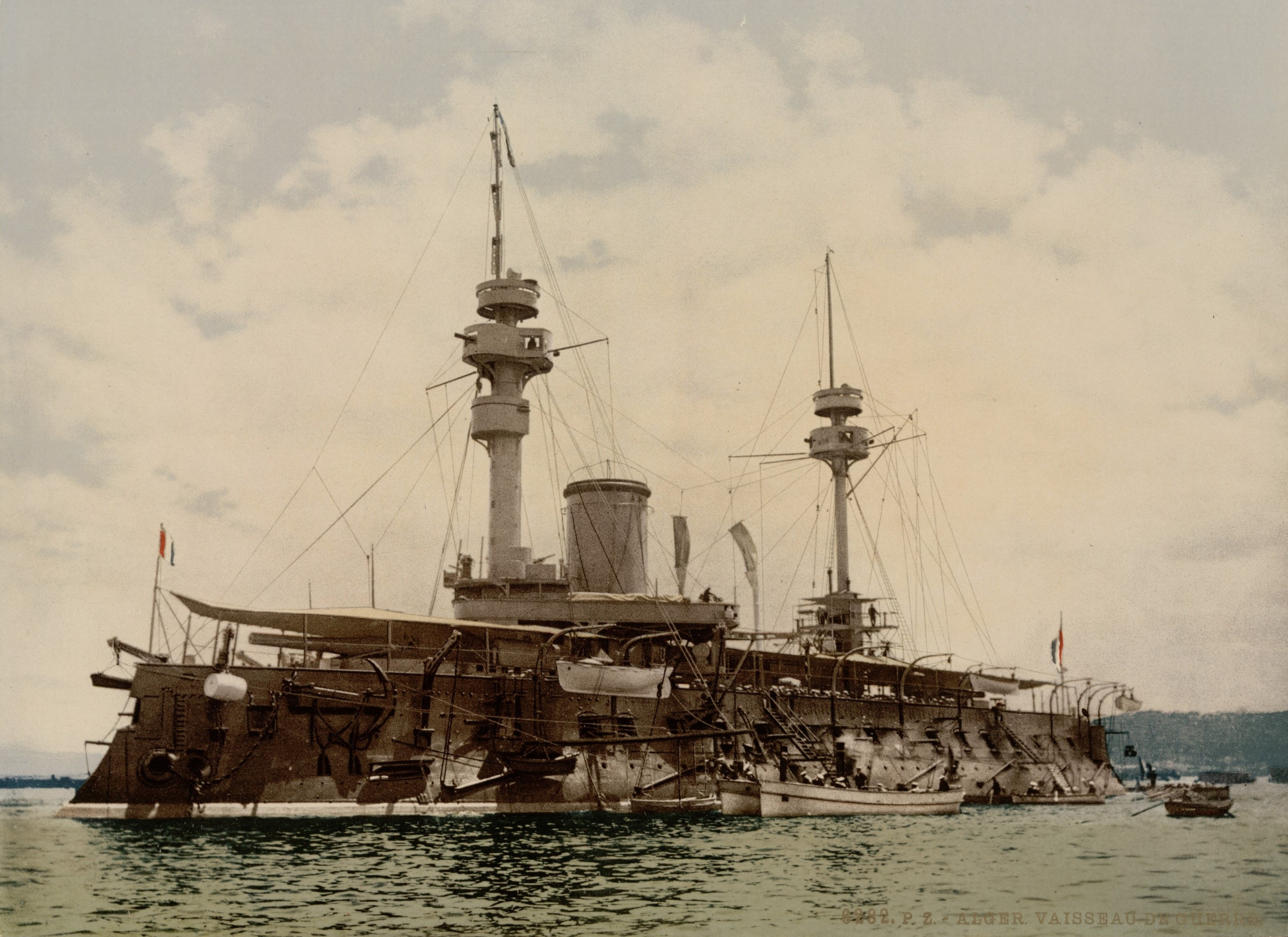
Amiral Baudin

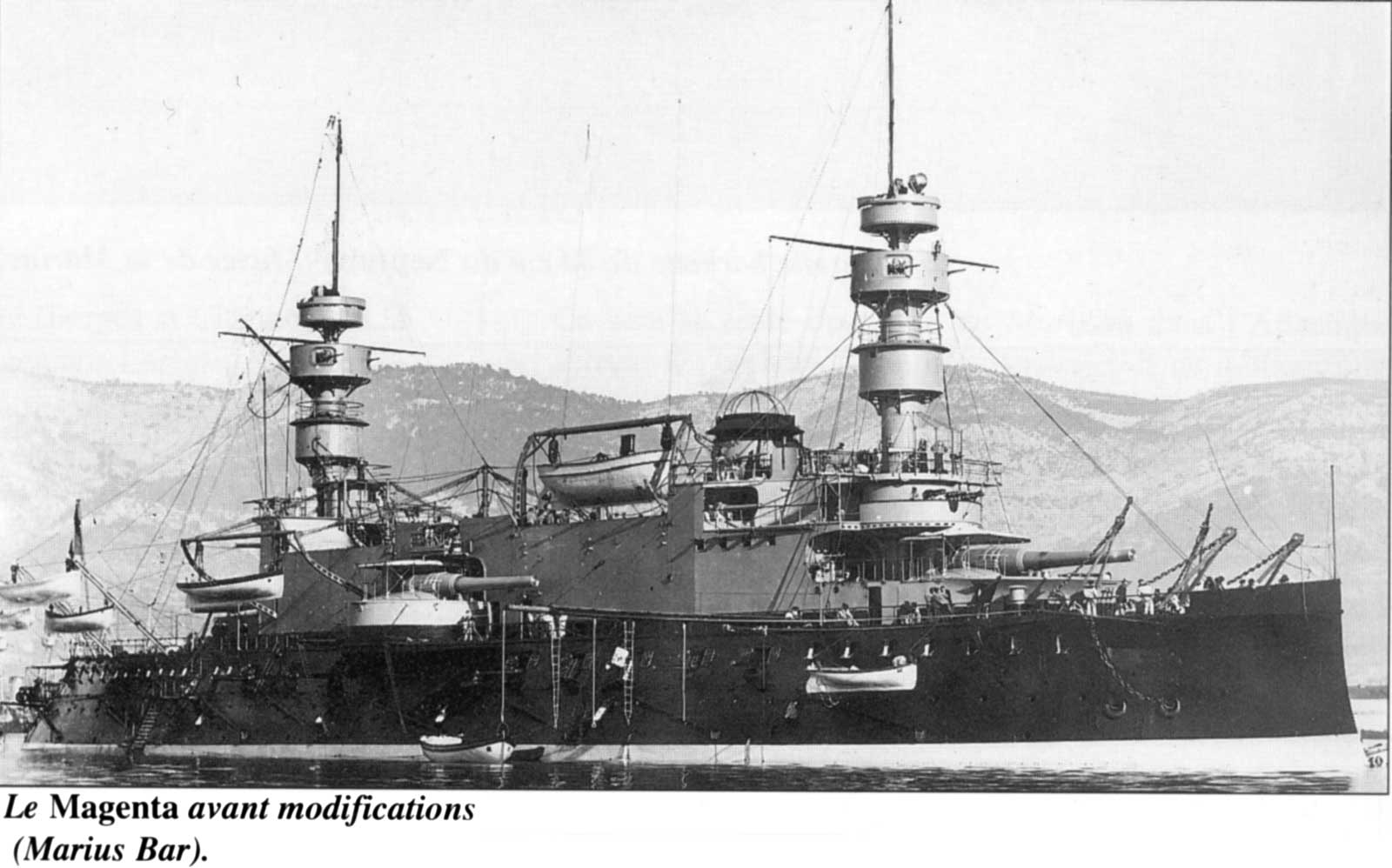
Marceau

- Amiral Duperré

- Třída Bayard
  - Bayard
  - Turenne

- Třída Vauban
  - Vauban
  - Duguesclin

- Třída Terrible
  - Caïman
  - Indomptable
  - Requin
  - Terrible

- Třída Admiral Baudin
  - Amiral Baudin
  - Formidable

- Hoche

- Třída Marceau
  - Marceau
  - Magenta
  - Neptune

## Predreadnoughty

Masséna

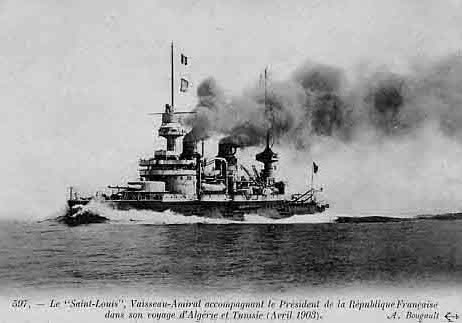
Saint Louis

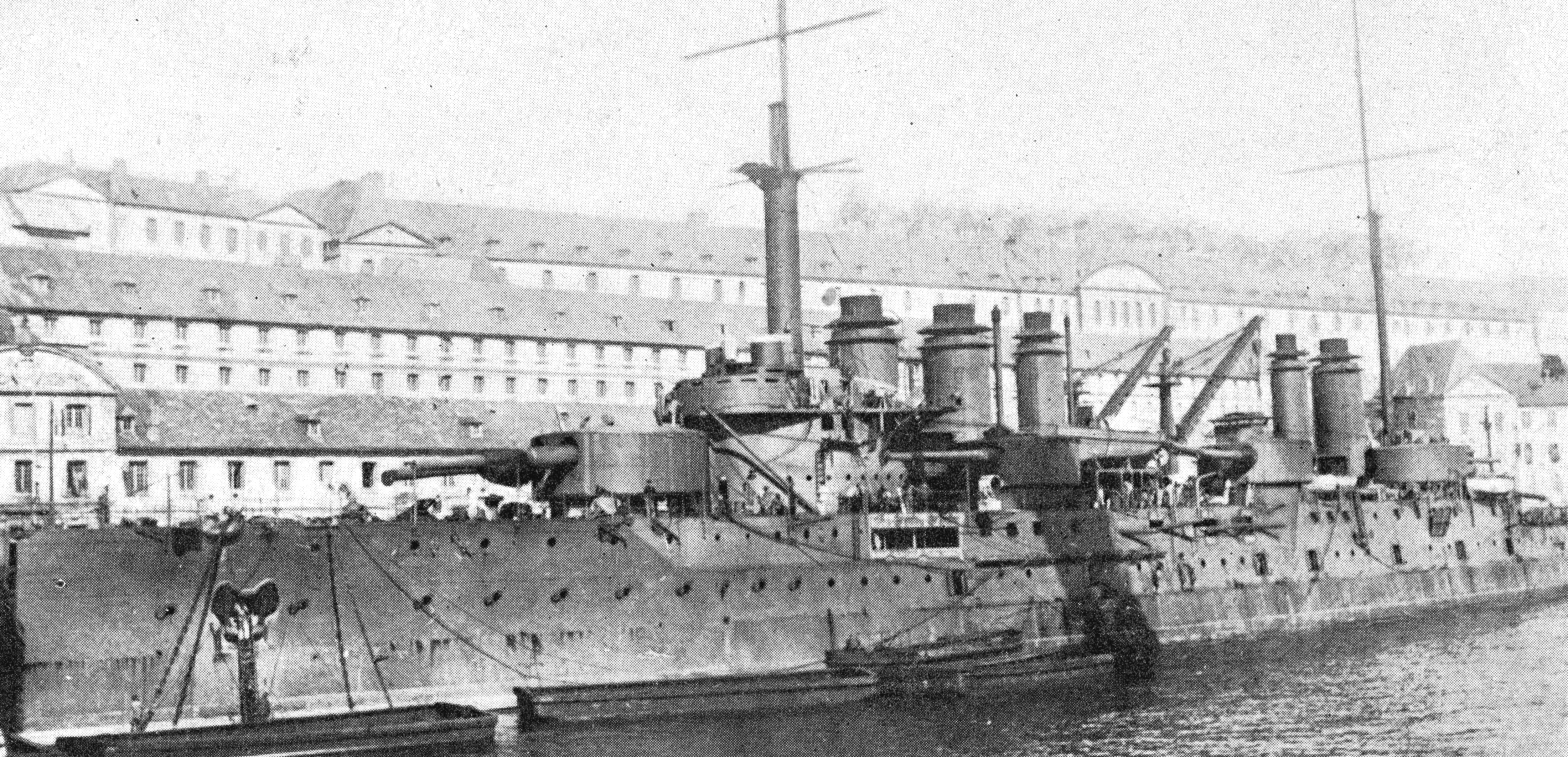
Danton

- Brennus
- Charles Martel
- Carnot
- Jauréguiberry
- Masséna
- Bouvet

- Třída Charlemagne
  - Charlemagne
  - Saint Louis
  - Gaulois

- Iéna
- Suffren

- Třída République
  - République
  - Patrie

- Třída Liberté
  - Liberté
  - Justice
  - Vérité
  - Démocratie

- Třída Danton
  - Condorcet
  - Danton
  - Diderot
  - Mirabeau
  - Vergniaud
  - Voltaire

## Dreadnoughty
- Třída Courbet
  - Courbet
  - Jean Bart
  - Paris
  - France

- Třída Bretagne
  - Bretagne
  - Provence
  - Lorraine

- Třída Normandie (stavba zrušena)
  - Béarn
  - Flandre
  - Gascoigne
  - Languedoc
  - Normandie

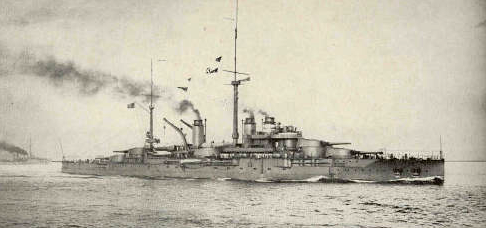
Jean Bart

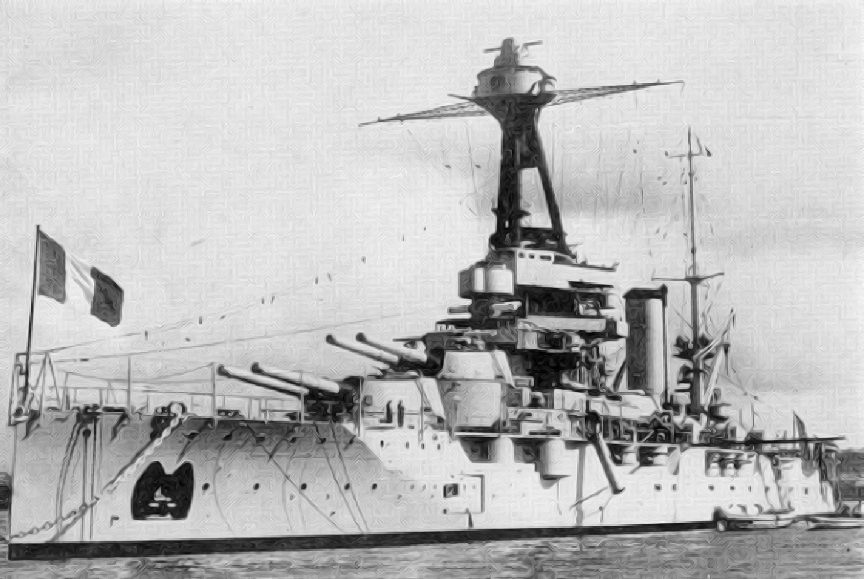
Provence

- Třída Lyon (zrušeno před zahájením stavby)
  - Lyon
  - Duquesne
  - Lille
  - Tourville

## Moderní bitevní lodě
- Třída Dunkerque
  - Dunkerque
  - Strasbourg

- Třída Richelieu
  - Richelieu
  - Jean Bart
  - Clemenceau (stavba zrušena)

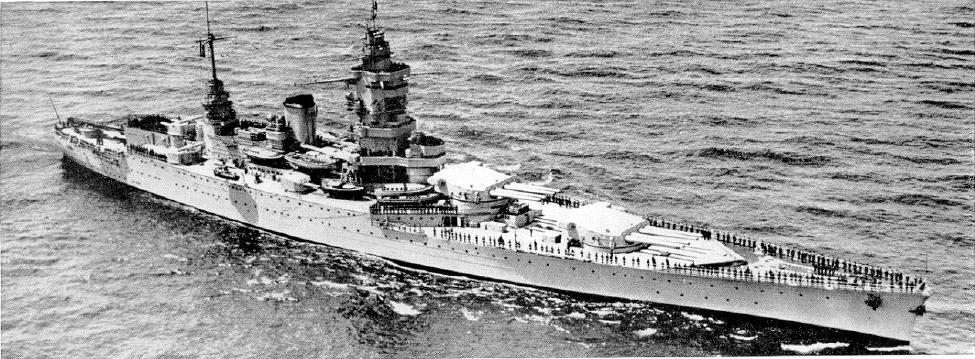
Dunkerque

Ilustrace vzhledu třídy Alsace

- Třída Alsace (2 ks, zrušeno před zahájením stavby)